# KZ-Außenlager Ellrich-Juliushütte

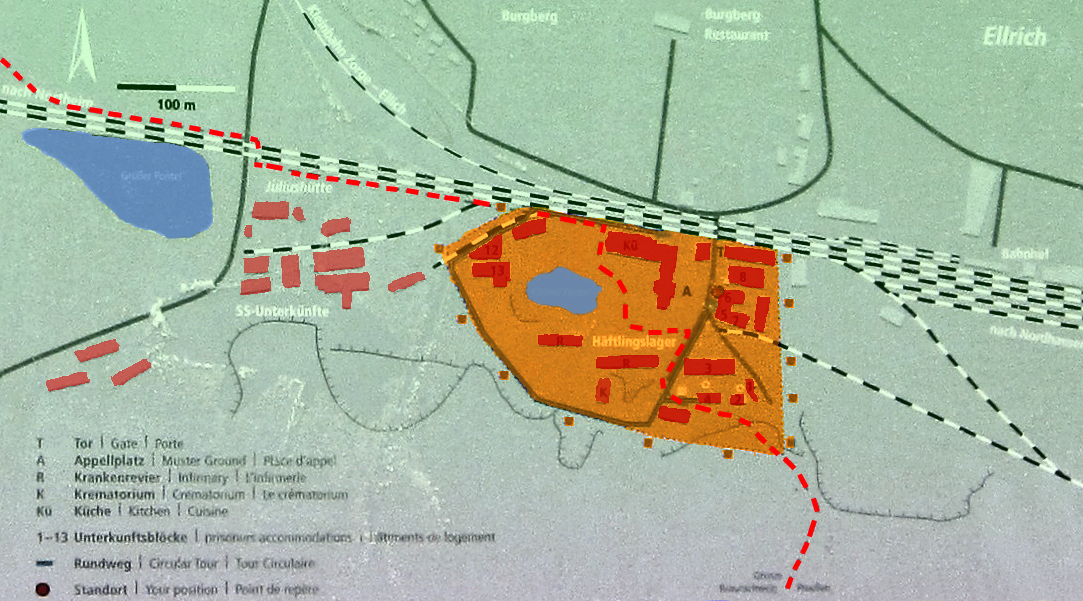
Lageplan des KZ-Außenlagers Ellrich-Juliushütte mit damaligem Grenzverlauf zwischen Braunschweig und Preußen (rot)

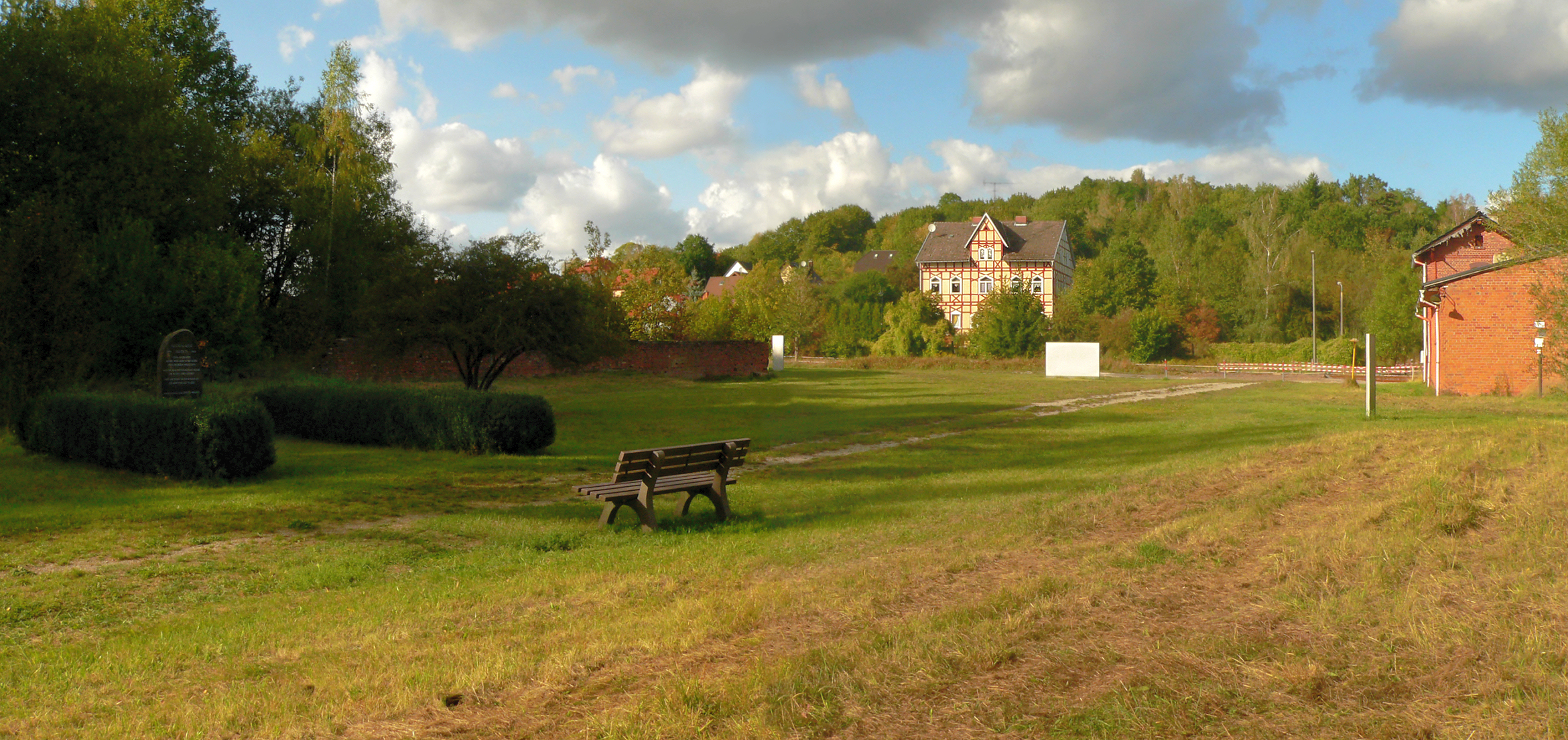
Der frühere Appellplatz des Lagers heute mit Gedenkstein, rechts befand sich der Lagereingang (2019)

Das Außenlager Ellrich-Juliushütte war ein vom 1. Mai 1944 bis zum 6. April 1945 bestehendes Außenlager für durchschnittlich 8000 männliche KZ-Häftlinge. Zunächst unterstand es dem KZ Buchenwald und ab 1. November 1944 dem KZ Mittelbau-Dora. Es befand sich bei Ellrich auf den Firmenarealen von stillgelegten Gipsfabriken, wie die Juliushütte. Dieses größte Außenlager des KZ Mittelbau wurde seitens der Lager-SS zunächst unter dem Decknamen „Erich“ geführt, ab Juni 1944 wurde es als „Mittelbau II“ bezeichnet. Ein weiteres Außenlager des KZ Mittelbau, das Außenlager Ellrich-Bürgergarten, befand sich in der Stadt Ellrich in der Gaststätte Bürgergarten.

## Funktion des Lagers und Häftlinge

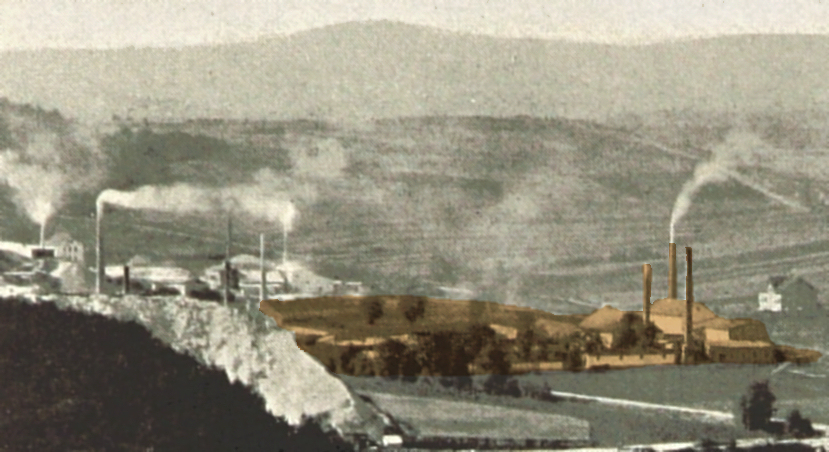
Ellricher Gipsfabriken um 1890, Areal des späteren KZ-Außenlagers braun koloriert

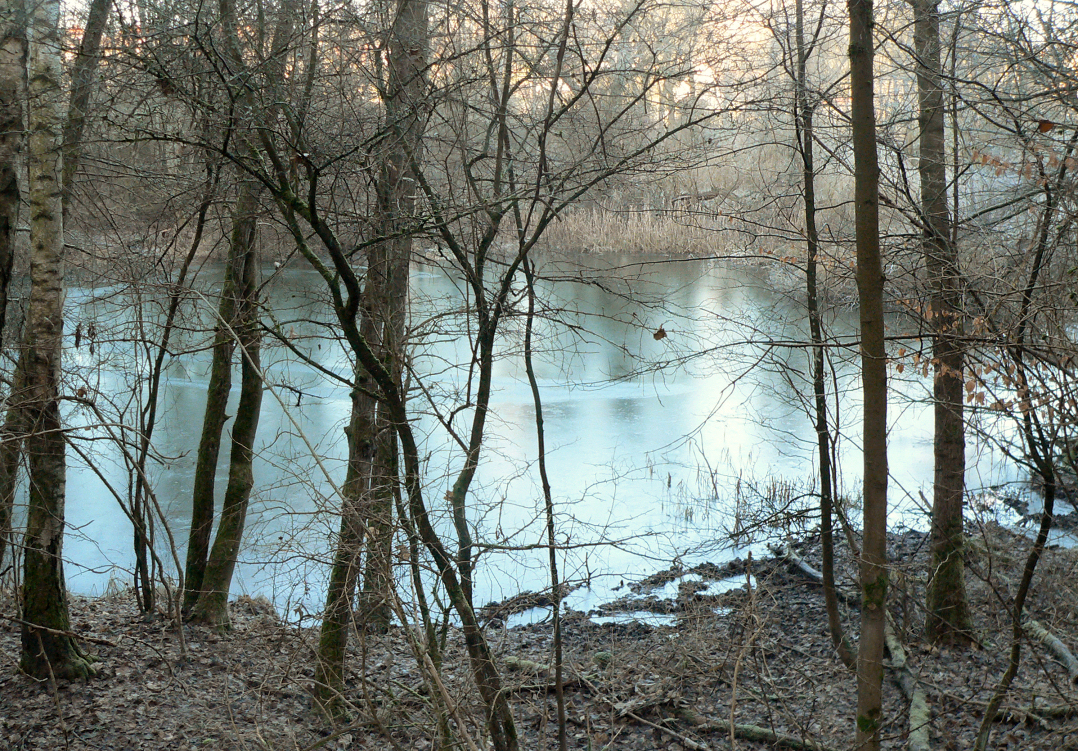
Der auf dem Gelände liegende Kleine Pontelteich

Für die Errichtung des Außenlagers Ellrich-Juliushütte wurden im April 1944 von SS-Angehörigen und Mitarbeitern der Wifo leerstehende Gebäude der Gipsfabriken Julius Bergmann (Juliushütte) und Kohlmann und ein Teil des Betriebsgeländes der Firma Euling & Mack beschlagnahmt. Die Gebäude der in den 1930er Jahren stillgelegten Fabriken waren heruntergekommen und zum Teil verfallen. Das Areal des Außenlagers lag auf dem Gebiet des zu Preußen gehörigen Ellrich und reichte auch auf die Gemarkung des damals braunschweigischen, heute niedersächsischen Walkenried, dicht südlich der Eisenbahnlinie Herzberg – Nordhausen. Es war durch einen Elektrozaun und Wachtürme gesichert. Auf dem Gelände befindet sich mittig der Kleine Pontelteich als wassergefüllter Erdfall. Am 2. Mai 1944 trafen die ersten 300 Häftlinge aus dem Außenlager „Gut Bischofferode“ (Anna) ein. Die Häftlinge wurden in den leer stehenden Fabrikgebäuden untergebracht. Sie errichteten später auf dem Gelände mehrere Holzbaracken und einen großen Backsteinbau als Küchentrakt. Das Lager wurden von den Häftlingen als unteres Lager bezeichnet als Abgrenzung zum oberen Lager in Form des in Ellrich liegenden KZ-Außenlagers Ellrich-Bürgergarten.
Die Häftlinge stammten aus fast allen europäischen Ländern. Etwa ein Drittel kam aus der Sowjetunion, darunter viele Ukrainer, ein Viertel kam aus Polen und etwa 10 % stammten aus Frankreich sowie etwa 8 % aus Belgien. Darüber hinaus gab es kleinere Gruppen aus Italien, Jugoslawien, der Tschechoslowakei und den Niederlanden. Deutsche Häftlinge waren in einer Größenordnung von 2 bis 4 % vertreten, vor allem durch Funktionshäftlinge mit dem grünen Winkel für Berufsverbrecher. Der Anteil von jüdischen Häftlingen mit 5 bis 7 % und der von Sinti und Roma rund 10 % war im Vergleich mit anderen Lager des KZ Mittelbau überdurchschnittlich hoch. Im Mai 1944 kamen etwa 500 ungarische Juden aus Auschwitz. Die Häftlinge war zu einem großen Teil Kinder oder Jugendliche; Ende 1944 waren 600 unter 18 Jahren.
Eingesetzt waren die Häftlinge bei den Bauvorhaben der SS-Führungsstäbe B 3a im Himmelberg sowie auch beim unterirdischen Stollenausbau im Kohnstein bei der Mittelwerk GmbH (B11 und B 12 bei Woffleben). Dabei mussten sie in 13-stündigen Schichten Schwerstarbeit verrichten bei nur fünfstündiger Schlafzeit. KZ-Häftlingskleidung war nicht in ausreichendem Maß vorhanden und wurde teils monatelang nicht gewaschen. Wegen fehlender Bekleidung gab es eine Häftlingskategorie Ohne Kleider, deren Angehörige nackt in ihren Schlafgelegenheiten verbleiben mussten. Zudem wurde das Krankenrevier erst Wochen nach Einrichtung des Außenlagers in viel zu kleinen Räumlichkeiten und mangelhafter Ausstattung eingerichtet. Aufgrund der inhumanen Lebens- und Arbeitsbedingungen starben bis zur Evakuierung des Außenlager Ellrich-Juliushütte über 4000 Häftlinge. Die Leichen wurden anfangs ins Hauptlager Mittelbau-Dora verbracht und im dortigen Krematorium verbrannt. Aufgrund der immensen Zunahme der Todesfälle im Winter 1944/1945 nahm zur Entsorgung der Leichen Anfang März 1945 ein neu errichtetes Krematorium im KZ Ellrich-Juliushütte den Betrieb auf. Dabei wurden bis Anfang April über 1000 verstorbene Häftlinge, von denen 830 namentlich bekannt sind, im Krematorium und auf Scheiterhaufen verbrannt.
Nach dem Kriegsende erstellte die Polnische Kommission zur Ermittlung von Kriegsverbrechen im Sommer 1945 eine Liste nach Anzahl und Nationalität der Häftlinge für das Stammlager des KZ Mittelbau sowie der größten Außenlager:
|                                | Stand         | Nationalität | Nationalität | Nationalität | Nationalität | Nationalität | Nationalität | Gesamt |
| Sowjetische                    | Stand         | Polen        | Franzosen    | Deutsche     | Belgier      | Sonstige     |              | Gesamt |
| ------------------------------ | ------------- | ------------ | ------------ | ------------ | ------------ | ------------ | ------------ | ------ |
| Außenlager Ellrich-Juliushütte | 1. Nov. 1944  | 2419         | 1786         | 1389         | 203          | 670          | 1535         | 8002   |
| Außenlager Ellrich-Juliushütte | 1. April 1945 | 2135         | 1495         | 0676         | 294          | 490          | 1462         | 6552   |

## Lagerführung

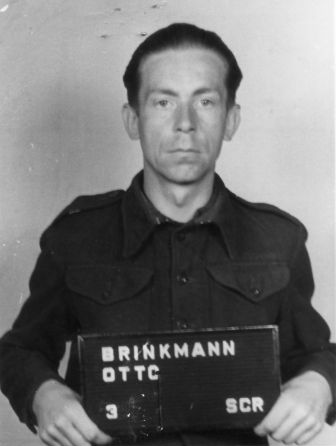
Der ehemalige Lagerführer Otto Brinkmann, Juni 1947

Lagerführer war zunächst SS-Untersturmführer Hans Joachim Ritz, und anschließend von August bis wahrscheinlich September 1944 der SS-Untersturmführer Karl Fritzsch. Danach war bis zur Evakuierung des Lagers SS-Hauptsturmführer Wilhelm Stötzler Lagerführer und von Oktober 1944 bis April 1945 der SS-Hauptscharführer Otto Brinkmann Schutzhaftlagerführer. Von den Häftlingen wurde Brinkmann, der im Nordhausen-Hauptprozess zu lebenslanger Haft verurteilt wurde, als „Schrecken vom Lager“ bezeichnet. Lagerarzt war Günther Schneemann.
Zur Bewachung waren Soldaten eines Luftwaffen-Wachbataillons eingesetzt, die außerhalb des eingezäunten Bereichs ihren Dienst versahen und auch die Arbeitskommandos bewachten. Am 1. September 1944 wurde das Wachpersonal formal in die SS übernommen. Die Stärke der Wachmannschaft ist nicht überliefert. Sie wird gemeinsam mit dem im Ellricher Burgbergrestaurant untergebrachten Wachpersonal des Außenlagers Ellrich-Bürgergarten auf fast 1000 Soldaten geschätzt.

## Aufbau des Lagers
In den Jahren 2022 bis 2024 wurde der Aufbau des Lagers im Rahmen einer archäologischen und bauhistorischen Dokumentation durch Denkmalbehörden rekonstruiert. Demnach war das 7,2 Hektar große Häftlingslager von einem 1,1 km langen und zwei bis drei Meter hohen Drahtzaun umgeben. Es war ein Elektrozaun mit stromführenden Drähten. Außen vor dem Zaun standen 15 hölzerne Wachtürme, zu denen in den Boden eingelassene Einmannbunker aus Ziegelsteinen gehörten. Es gab einen Hauptzugang und einen Nebenzugang zum Lager. Der Appellplatz von etwa 90 × 50 Meter lag am Hauptzugang. Er war mit einem groben Belag von Gipsbruchsteinen befestigt.
Die festen Gebäude auf dem Gelände stammten überwiegend aus dem früheren Gipssteinbruchbetrieb. Die während der Lagerzeit ab 1944 errichteten hölzernen Baracken waren jeweils genormte Typenbauten des Reichsarbeitsdienstes und des Reichsluftfahrtministeriums. Insgesamt befanden sich im Häftlingsbereich etwa 18 Bauten. Eine Halle von fast 35 Meter Länge und 11 Meter Breite war mit über 800 Häftlingen in Dreietagenpritschen belegt. In einem Gebäude mit den Ausmaßen von 31 × 11 Meter waren ebenfalls Häftlinge untergebracht. Ein Industriegebäudekomplex war für die Aufnahme von 2000 Häftlingen vorgesehen, ebenso ein weiteres Gebäude. Das größte Bauwerk stammte vermutlich aus Zeiten der Gipsindustrie. Der winkelförmige Bau von 12 Meter Breite hat im erhaltenen Nordbereich eine Länge von 45 Meter auf und im nicht erhaltenen Südbereich war er 33 Meter lang. Im Nordbereich hat sich das in Stein erbaute Untergeschoss erhalten, während die früher darauf befindlichen Holzaufbauten nicht mehr vorhanden ist. In dem Untergeschoss befand sich zu Lagerzeiten ein Küchen- und Wirtschaftsbereich. Das Krankenrevier bestand aus vier hölzernen Baracken, darunter war eine abseits gelegene Infektionsbaracke. Das Krematoriumsgebäude hatte die Ausmaße von etwa 7 × 9 Meter. In ihm befand sich ein Verbrennungsofen der Firma J. A. Topf & Söhne. Die Unterkünfte der Bewachungsmannschaft befanden sich außerhalb des Lagers. Sie bestanden aus fünf Baracken mit den Ausmaßen von 12 × 42 Meter sowie sechs früheren Gebäuden des Gipsbruchbetriebes.

## Maheu-Bericht
Der promovierte Zahnarzt René Maheu (1899–1980) wurde am 27. Dezember 1943 von der Gestapo in Rennes verhaftet und am 27. Januar 1944 in das Konzentrationslager Buchenwald deportiert. Nach einer Quarantänezeit von sechs Wochen wurde im Lager nach Zahnärzten gefragt. Nach einer Prüfung in der Buchenwalder Zahnstation wurde er akzeptiert und zwei Tage später nach Ellrich überstellt. Er verfasste den sogenannten Maheu-Bericht und schildert darin die unterschiedliche Erlebniswelt der Funktionshäftlinge als sogenannte „Prominente“ im Gegensatz zum Erleben der gewöhnlichen Gefangenen. Im Februar 1944 wegen mangelnder Unterwürfigkeit einem Arbeitskommando zugestellt, überlebte er die Evakuierung ins KZ Bergen-Belsen, wo er am 15. April 1945 befreit wurde.

## Endphase des Lagers

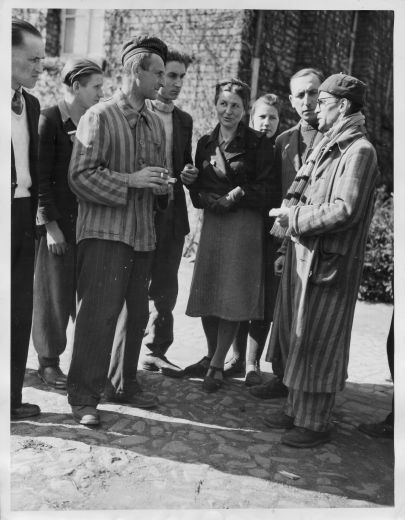
Befreite polnische Häftlinge des Außenlagers Ellrich-Juliushütte im Gespräch mit befreiten polnischen Zwangsarbeitern in Ellrich, 16. April 1945

Aus dem mit Räumungstransporten aus dem KZ Auschwitz und dem KZ Groß-Rosen vollkommen überfüllten Außenlager Ellrich-Juliushütte herrschten im Frühjahr 1945 katastrophale Verhältnisse. Im März 1945 starben 1000 der 6500 Lagerinsassen. Nicht mehr arbeitsfähige kranke Häftlinge des Lagers wie auch aus dem KZ-Außenlager Boelcke-Kaserne wurden Anfang März 1945 in das KZ Bergen-Belsen überstellt.
Vom 4. bis zum 6. April 1945 wurde das Außenlager geräumt, bevor amerikanische Truppen Ellrich am 12. April 1945 erreicht hatten. Von den 7000 Häftlingen wurden 4000 in das KZ Bergen-Belsen transportiert und 3000 in das Außenlager Heinkel-Werke des KZ Sachsenhausen. Das KZ Bergen-Belsen wurde am 15. April 1945 befreit. Die anderen Häftlinge mussten zwischen dem 20. und 21. April 1945 von Sachsenhausen aus noch einen Todesmarsch in Richtung Norden antreten. Von den insgesamt 12.000 Häftlingen, die das Lager zwischen Mai 1944 und April 1945 durchlaufen haben, kamen rund 4000 ums Leben.

## Nachkriegszeit
Nach dem Zweiten Weltkrieg war das frühere Lagergelände zunächst durch die Grenze zwischen der britischen Besatzungszone und der sowjetischen Besatzungszone und später durch die innerdeutsche Grenze geteilt. Im Westen gehörte das Gelände zur Gemeinde Walkenried und im Osten zur Stadt Ellrich. Ellrich entwickelte sich zu einem Durchgangsort des illegalen Übertritts von Ost nach West über die Zonengrenze, da die Bahn bis kurz vor die Demarkationslinie fuhr. Durch das frühere Lagerareal führte ein Schleichpfad nach Walkenried. In der Nähe des früheren Lagers ermordete der Serienmörder Rudolf Pleil 1946 eine junge Frau beim Schleusen über die Grenze.

Baureste
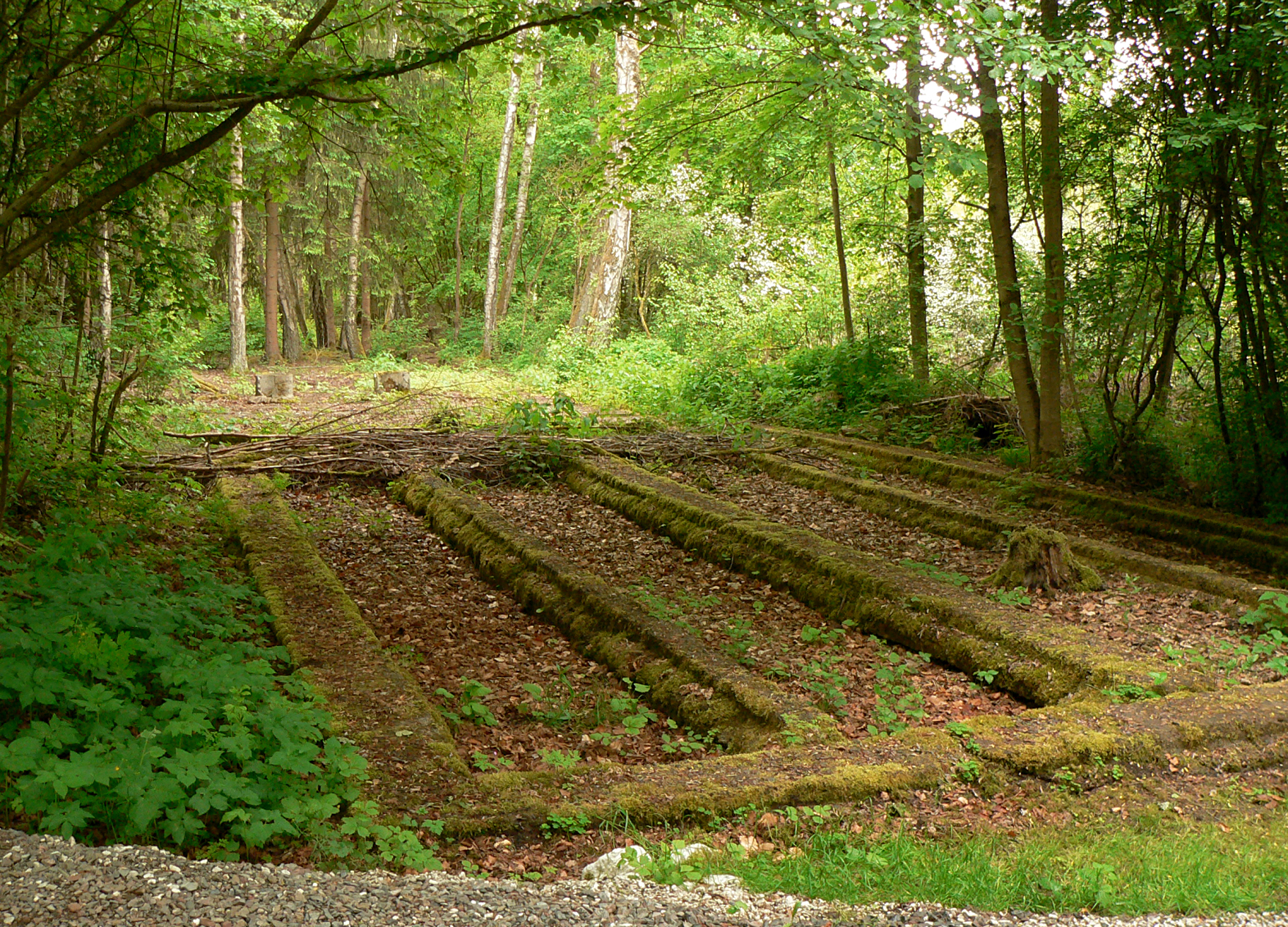
Fundamente einer Krankenbaracke (2025)
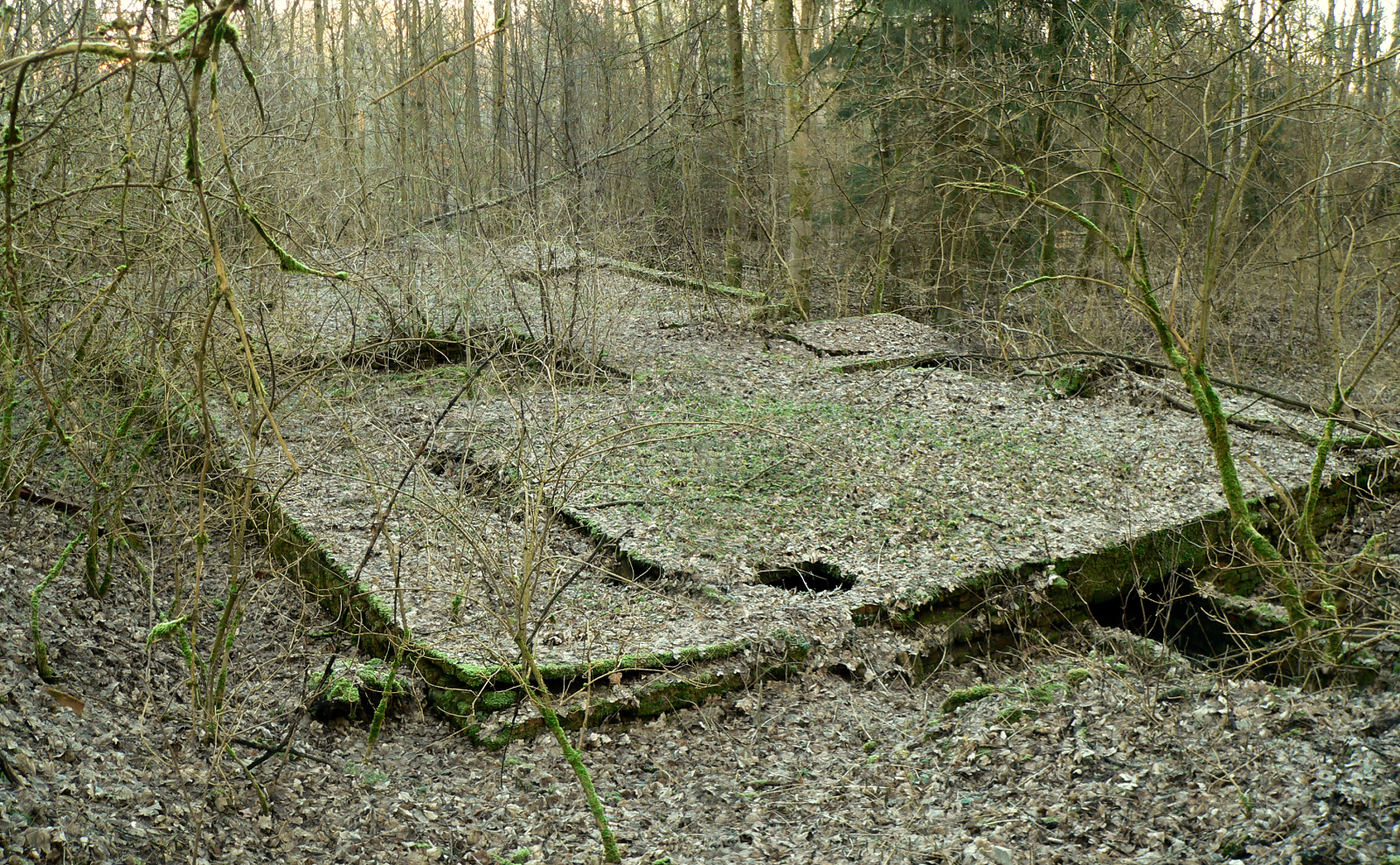
Kellerreste des Unterkunftsblocks 3 (2019)
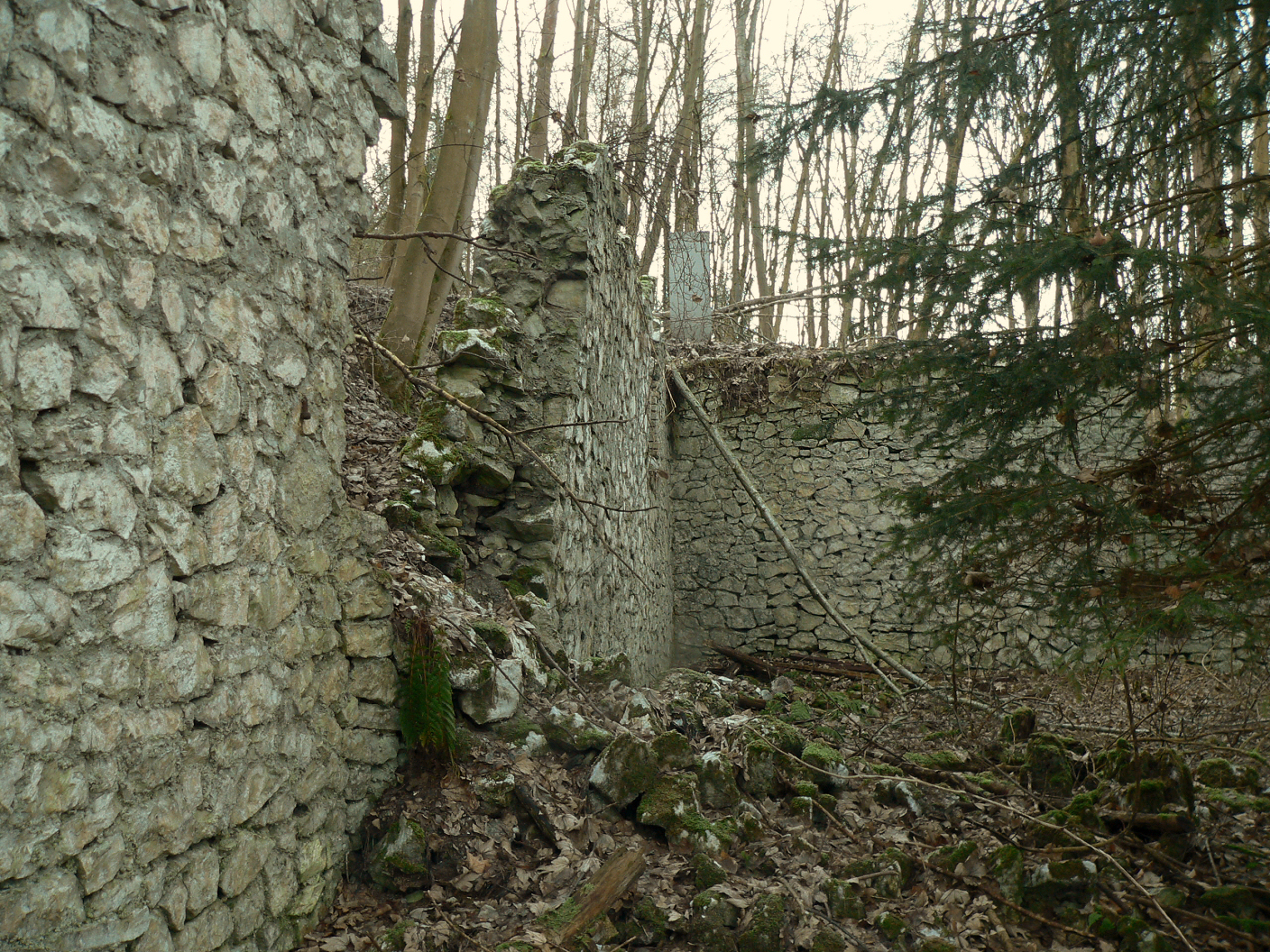
Mauerreste des Unterkunftsblocks 4 (2019)

Auf der ostdeutschen Seite wurden die Lagerbauten ab 1952 bei der Einrichtung von Grenzsicherungsanlagen („Todesstreifen“) abgebrochen. In dem Zuge wurden Ende der 1950er Jahre vor dem Abriss des Unterkunftsbaus „Block 4“ Fresken gesichert und ins Ostberliner Museum für Deutsche Geschichte verbracht. Sie zeigten Pariser Straßenszenen und Aschenputtel-Darstellungen. Gemalt hatte sie ein französischer Häftling auf Anweisung eines Funktionshäftlings. Erst 2009 wurden sie im Museum teilweise wiederentdeckt.
Auf der westdeutschen Seite verwahrloste das Gelände allmählich, zumal die angrenzende Siedlung Juliushütte nach einem Fabrikbrand von 1955 verfiel. Dies wurde von der Propaganda der ostdeutschen Führung genutzt, um den angeblichen Verfall in den westlichen Gebieten darzustellen. 1963 entschied der damalige Minister für gesamtdeutsche Fragen Rainer Barzel bei einem Besuch vor Ort, dass der „Schandfleck Juliushütte“ beseitigt werden sollte. Daraufhin wurden auf der westdeutschen Seite die baulichen Reste von Juliushütte und dem ehemaligen Konzentrationslager weitgehend beseitigt, das Gelände eingeebnet und das Krematorium 1964 vom Bundesgrenzschutz gesprengt. Später wurde das Areal aufgeforstet und wegen seiner Lage in der Karstlandschaft des Südharzes als Naturschutzgebiet ausgewiesen. Teile einiger Gebäude sind in Form von Mauerresten, Kellergeschossen oder Barackenfundamente erhalten geblieben, wie Block 3, Block 4 und Barackenfundamente des Krankenreviers. Ebenso hat sich das aus Ziegel errichtete Untergeschoss des Küchentraktes erhalten.

Ruine des Küchentraktes
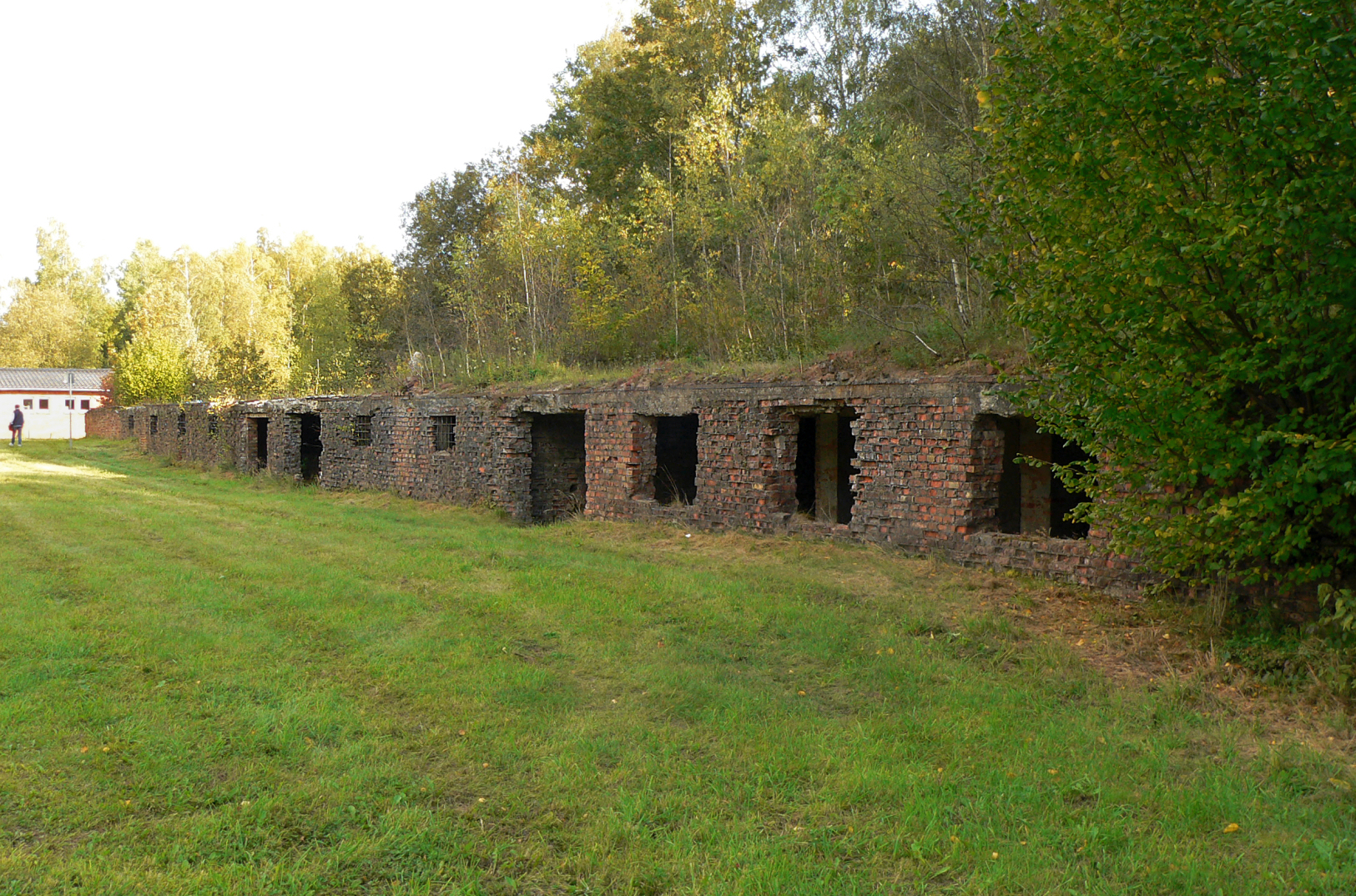
Seitenansicht
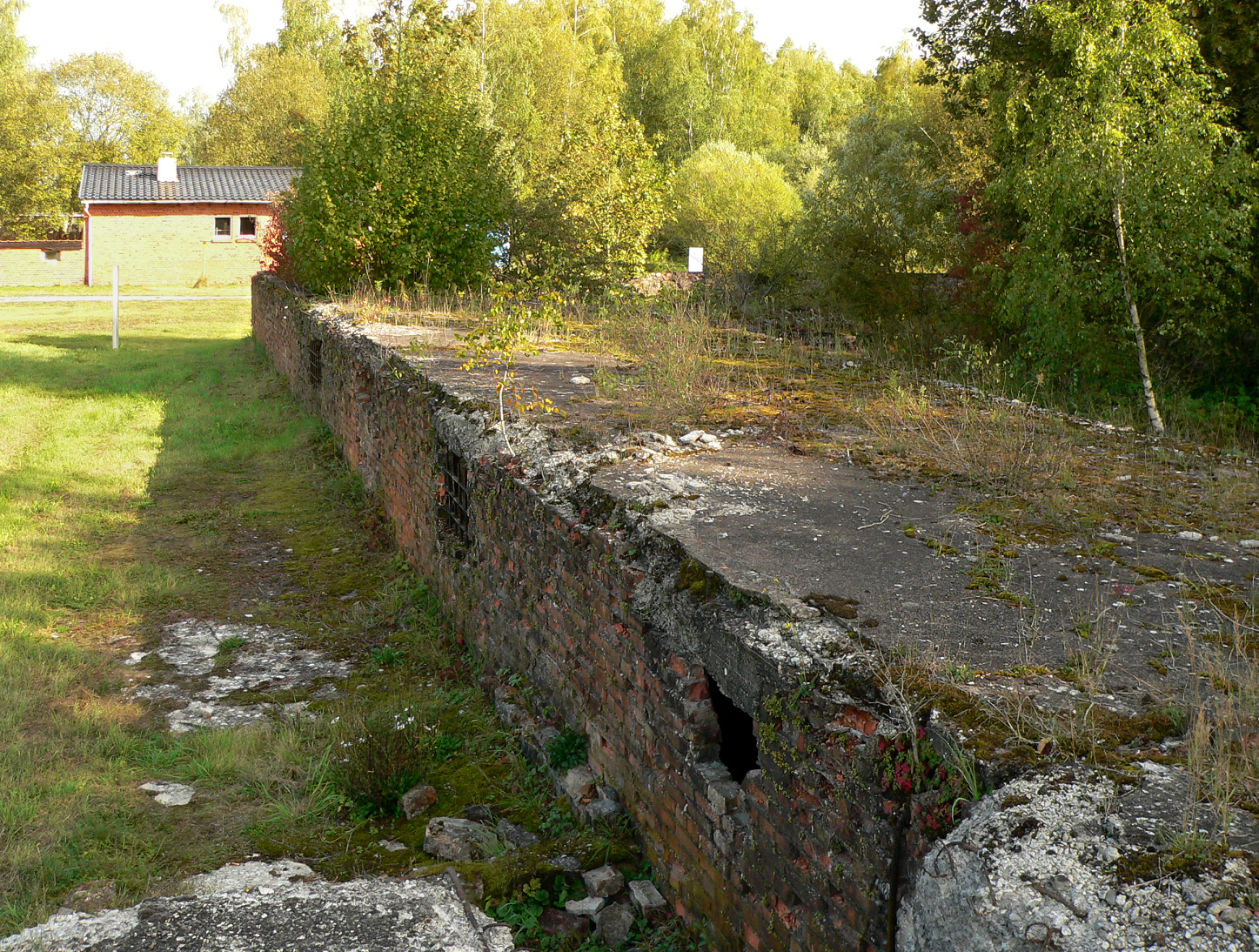
Draufsicht
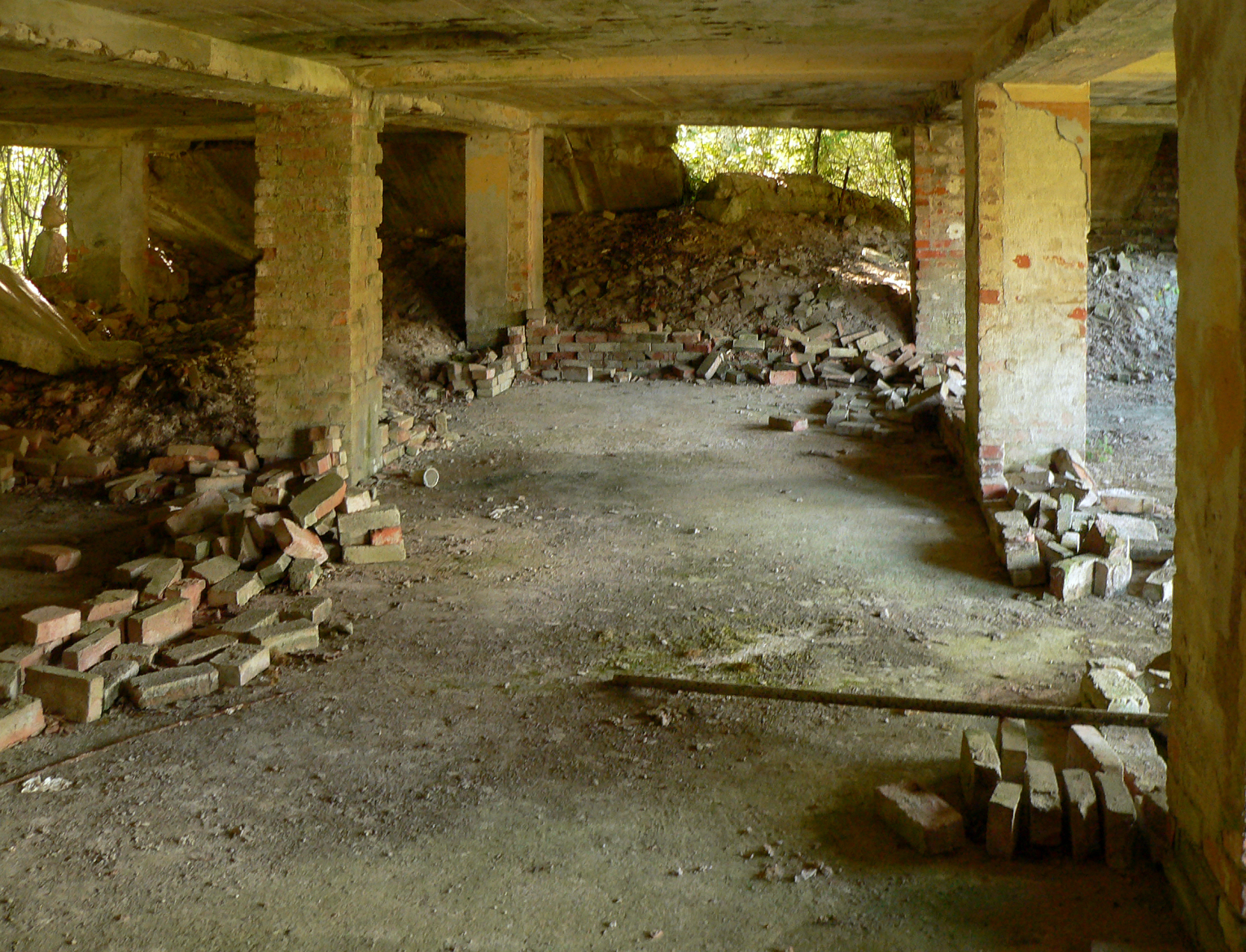
Untergeschoss mit Resten von Zwischenwänden
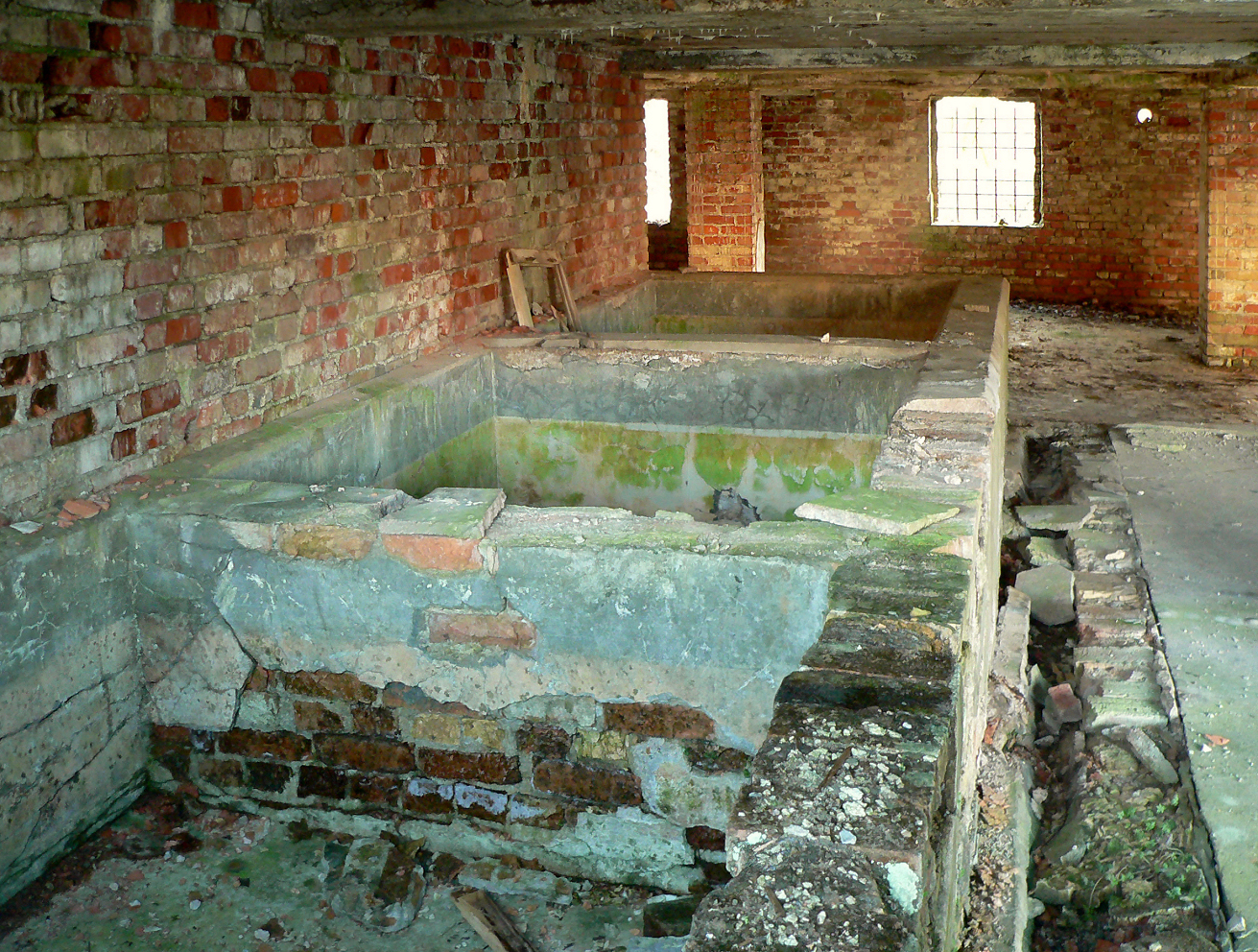
Wannen im Untergeschoss

### Erster Gedenkort

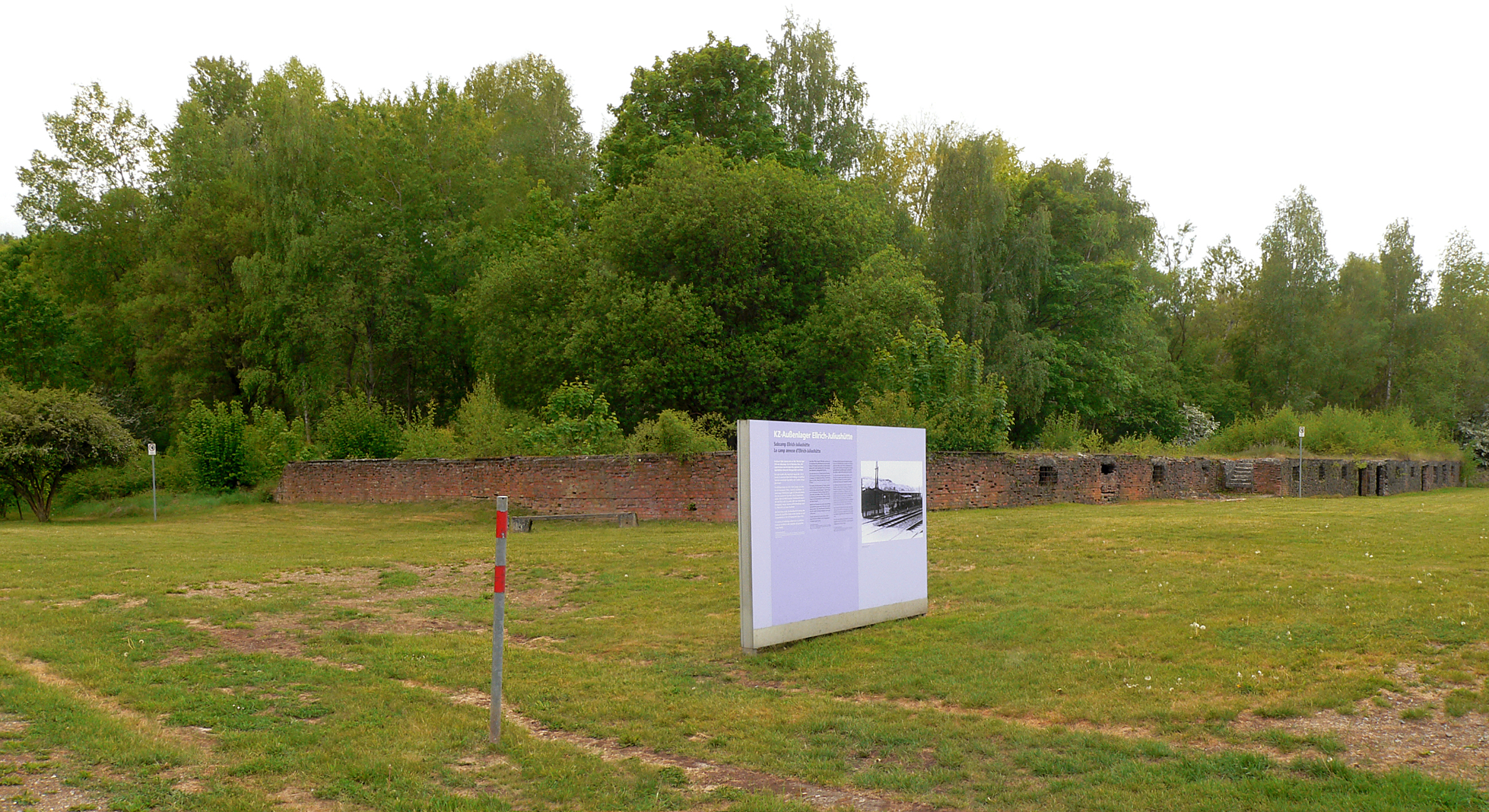
Infotafel am Geländezugang. Im Gras sind helle Streifen als negative Bewuchsmerkmale der Betonfundamente erkennbar, auf denen die Wachbaracke am Lagereingang stand.

In den 1980er Jahren erforschten Geschichtsinitiativen in Walkenried und Ellrich die Lagergeschichte. Im November 1989 wurde an der Stelle des 1964 gesprengten Krematoriums ein Gedenkstein eingeweiht. Nach der Wiedervereinigung wurde der niedersächsische Geländeteil des Lagers 1993 zum Gedenkort erklärt. In dieser Zeit wurde ein Rundweg über das Gelände angelegt. 1994 wurde auf dem Gelände nahe dem ehemaligen Lagereingang ein zweiter Gedenkstein eingeweiht, den die belgischen Stadt Leuven gestiftet hatte. 1998 wurde der thüringische Geländeteil des Lagers als Kulturdenkmal ausgewiesen. Im selben Jahr fand ein internationales Sommerworkcamp des Vereins „Jugend für Dora“ statt, bei dem Fundamente einer Lagerbaracke und eines Wachturms freigelegt sowie Landschaftspflegearbeiten durchgeführt wurden. 2010 wurden auf dem ehemaligen Lagergelände Informationstafeln aufgestellt.

Denkmale
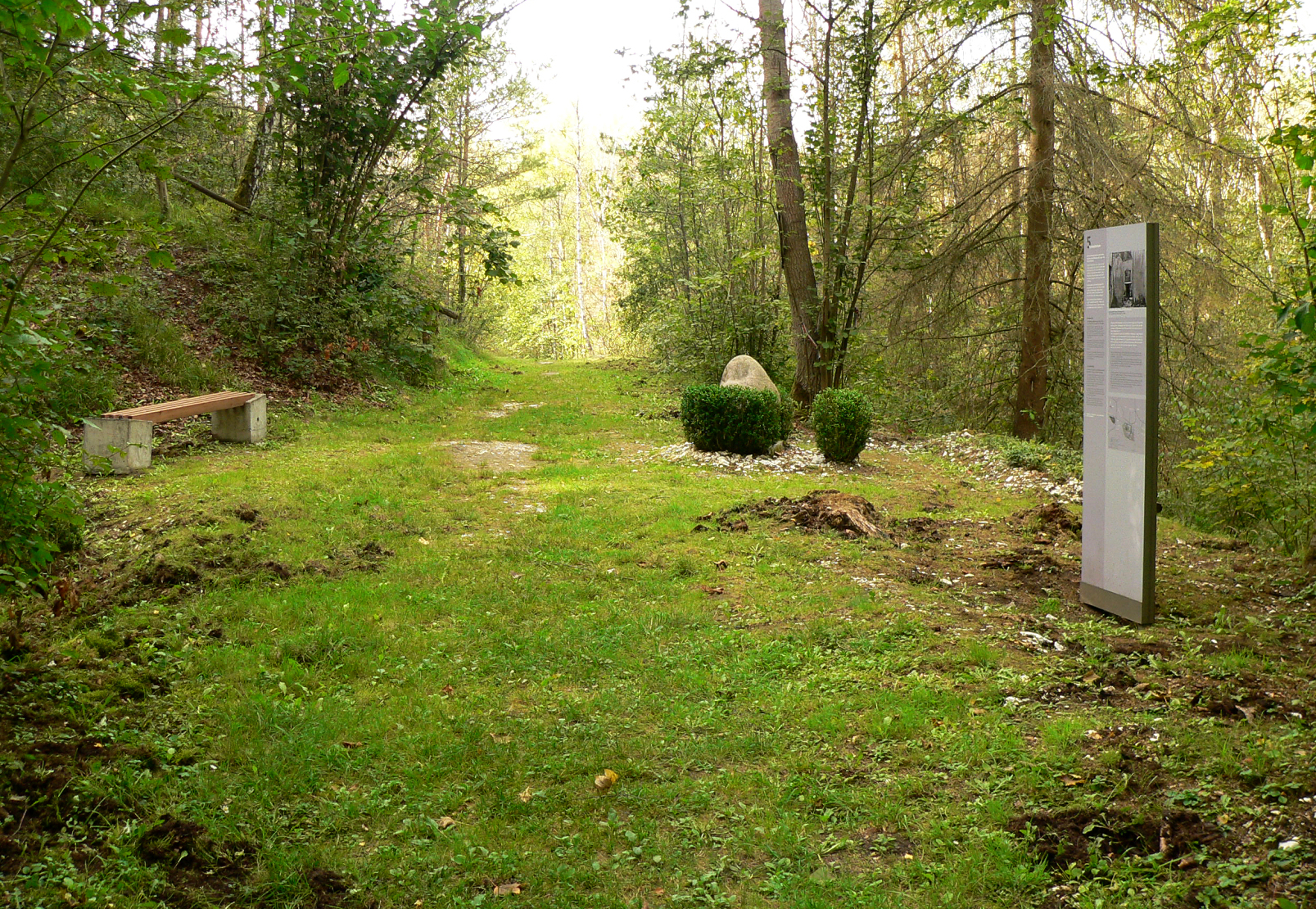
Gedenkstein und Weg am Standort des 1964 gesprengten Krematoriums
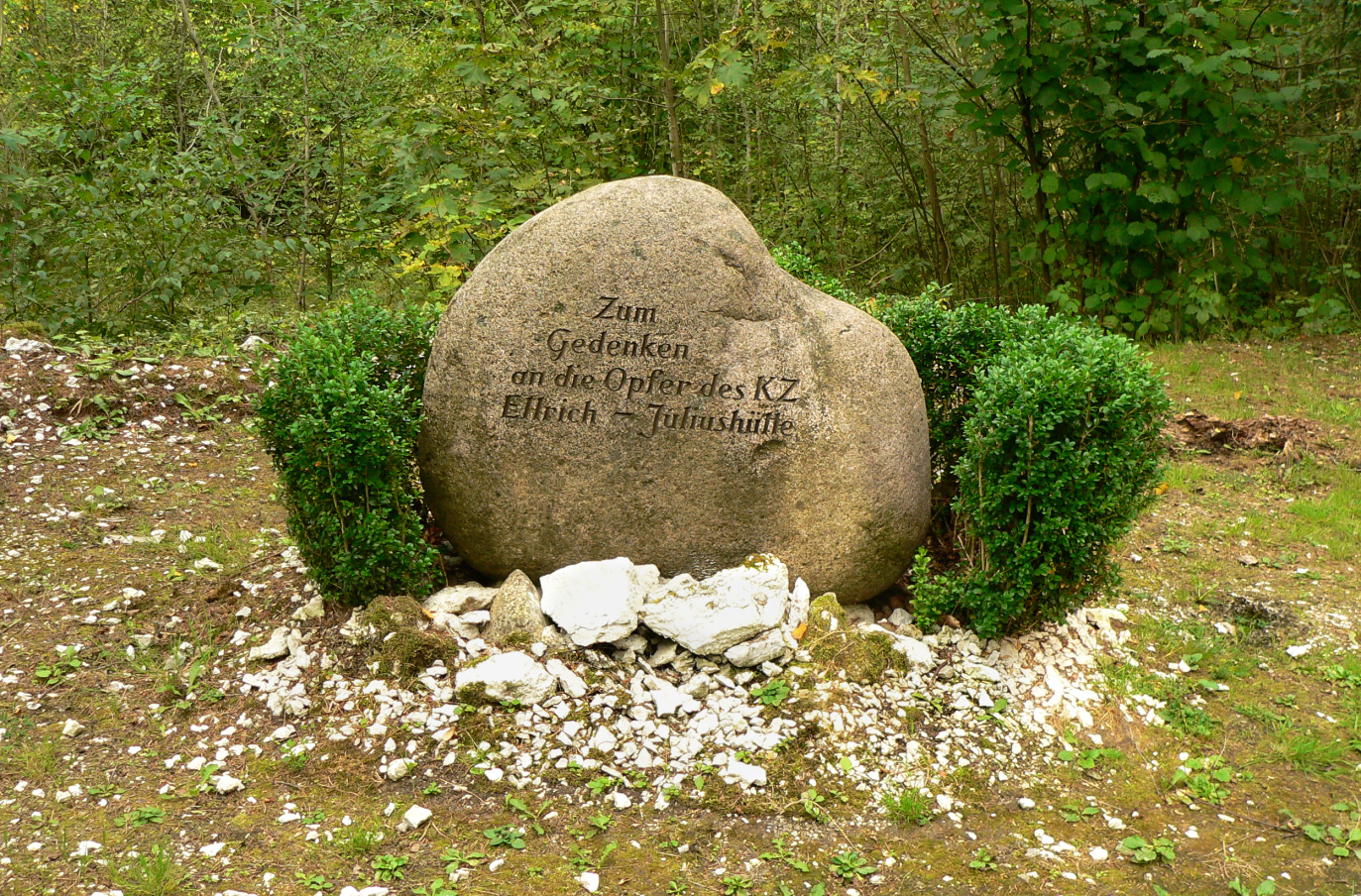
Der 1989 aufgestellte, erste Gedenkstein für die Opfer am früheren Standort des Krematoriums
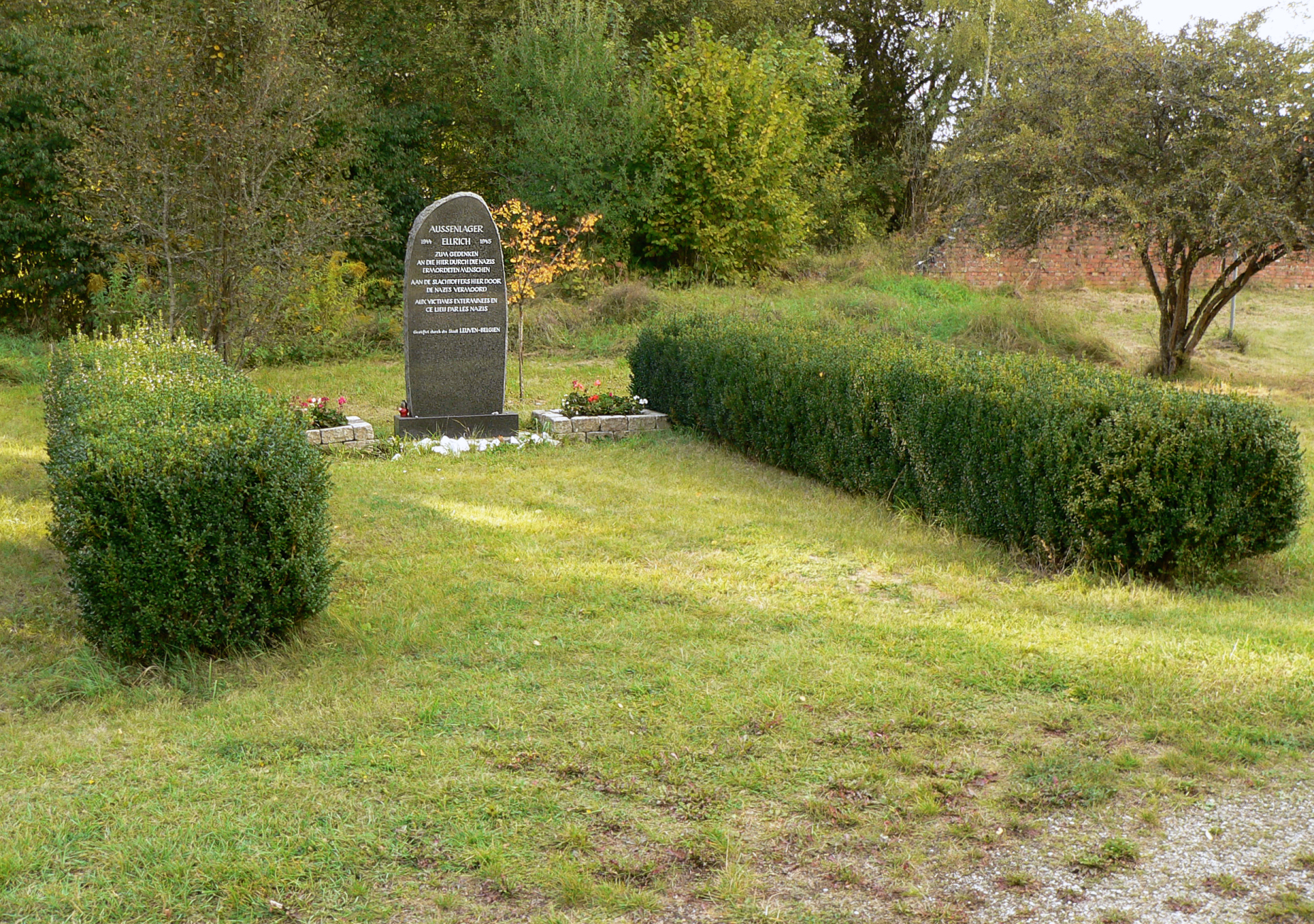
Der zweite Gedenkstein auf dem früheren Appellplatz des Lagers nahe dem Lagereingang, 1994 gestiftet von der belgischen Stadt Leuven

### Ausbau zum Lernort
Im Jahr 2019 wurden Pläne zur würdigen Gestaltung des Geländes und zum Ausbau des ehemaligen KZ-Außenlagers Ellrich-Juliushütte zum Lernort bekannt. Dazu bildeten verschiedene Institutionen eine Arbeitsgruppe. Zur Neugestaltung des Geländes wurde im Jahr 2020 ein Ideenwettbewerb ausgeschrieben. Anhand einer Namensliste der Toten aus den Massengräbern sollen die Namen auf dem Gelände sichtbar gemacht werden.
Im Jahr 2020 gründeten Bürger aus Ellrich und Walkenried eine Bürgerinitiative unter der Bezeichnung „Wir zeigen Gesicht“, die an der Gestaltung des Geländes zu einem angemessenen Trauerort mitwirken will und Arbeitseinsätze durch Aufräumen auf dem ehemaligen Lagergelände leistet. Die Bürgerinitiative beabsichtigt, in einem Bahngebäude am früheren Lager einen Anlaufpunkt einzurichten.

### Massengrabfunde

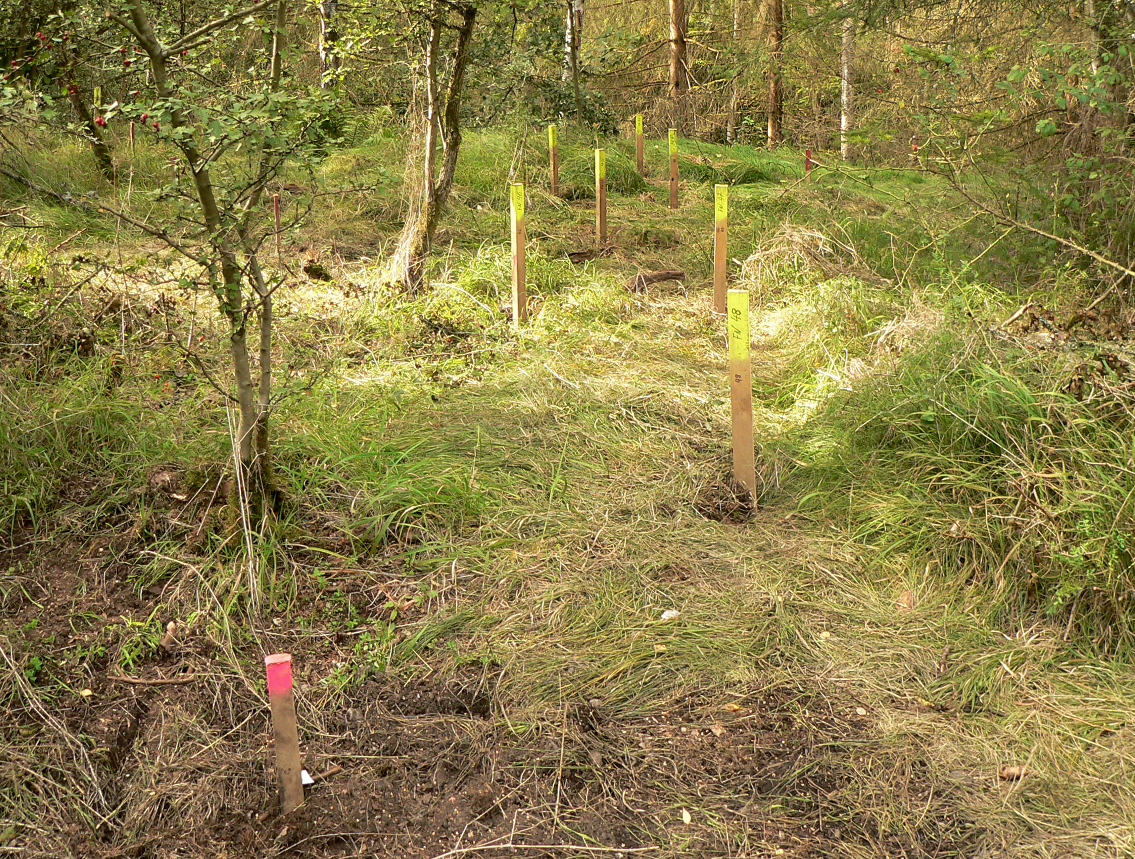
Markierungen einer archäologischen Untersuchung auf dem Scheiterhaufenplatz, 2019

2019 wurde bekannt, dass sich an zwei Stellen auf dem früheren Lagergelände Überreste von Massengräbern befinden. Darin liegen Leichenbrand und Gebeine von mehr als 1000 Häftlingen. Es handelt sich um Häftlinge, die infolge der inhumanen Lebens- und Arbeitsbedingungen innerhalb des Außenlagers verstorben waren und deren Leichen im März 1945 im lagereigenen Krematorium und auf Scheiterhaufen auf dem Lagergelände verbrannt wurden. Laut den überlieferten „Verbrennungslisten“ der SS wurden etwa 1040 Leichen verbrannt. Von 830 Toten sind die Namen bekannt. Es handelte sich überwiegend um sowjetische und polnische Häftlinge sowie um Franzosen, Belgier und Niederländer. Während der im Krematorium entstandene Leichenbrand an der Gebäuderückseite den Hang hinunter gekippt wurde, konnten Scheiterhaufen als weitere Verbrennungsorte zunächst nicht lokalisiert werden. Dies war der KZ-Gedenkstätte Mittelbau-Dora erst anhand von 2017 aufgetauchten Fotos eines US-Soldaten möglich, der sie im Mai 1945 auf dem Gelände aufgenommen hatte. Sie zeigen den Scheiterhaufenplatz mit Knochenmaterial aus Verbrennungen. Durch Archäologen wurde das Massengrab 2019 lokalisiert und oberflächlich untersucht.
Eine Umbettung der Überreste der Toten ist nicht geplant. 2019 kündigte der damalige Leiter der Stiftung niedersächsische Gedenkstätten, Jens-Christian Wagner, an, dass die beiden Grabstellen würdig gestaltet werden. Dazu bildete sich unter Federführung der Gemeinde Walkenried eine Arbeitsgruppe, an der die Stiftung niedersächsische Gedenkstätten, die Stiftung Gedenkstätten Buchenwald und Mittelbau-Dora, der Landkreis Göttingen, das Niedersächsische Ministerium für Inneres und Sport, das Niedersächsische Landesamt für Denkmalpflege, die Niedersächsischen Landesforsten, die Stadt Ellrich und das Grüne Band Thüringen beteiligt sind. Die Gestaltung der Grabstellen soll in enger Abstimmung mit Häftlingsvereinigungen aus Frankreich, Belgien und Polen geschehen. Die Grabstellen sind vom Land Niedersachsen als Kriegsgräberstätte anerkannt und stehen unter Schutz.

### Archäologische und bauhistorische Dokumentation des Lagers

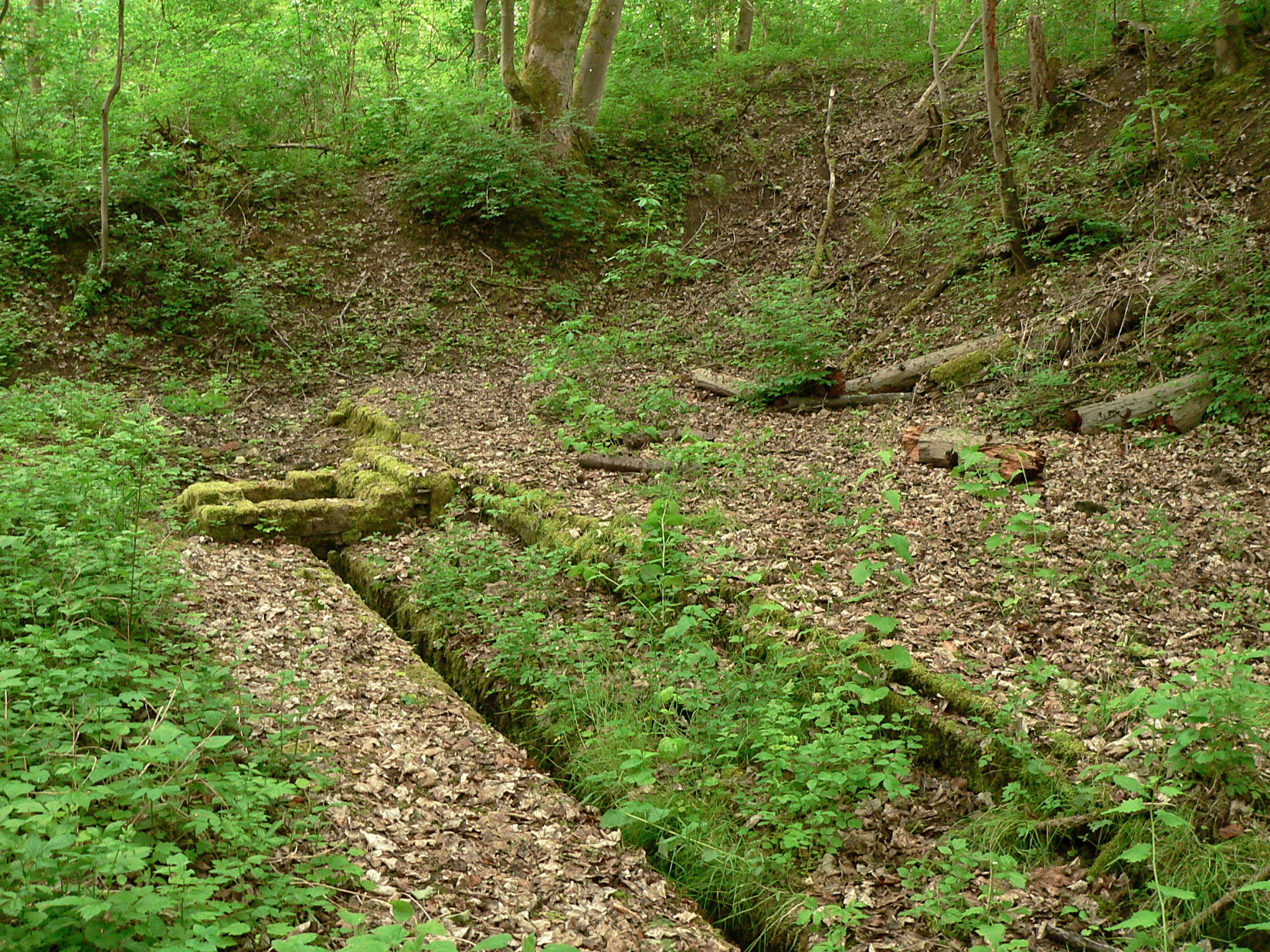
Grube mit Betonrinne, die Archäologen als geplante Massenverbrennungsanlage ansehen

Als Voraussetzung für den Ausbau des ehemaligen KZ-Außenlagers Ellrich-Juliushütte zum Lernort wurde eine archäologische und bauhistorische Dokumentation und Erforschung des früheren Häftlings- und Bewacherlagers für erforderlich gehalten. Dies erfolgte mittels zeitgenössischer Lagerpläne, Baupläne und Fotos sowie alliierter Luftbilder, heutiger Airborne  Laserscans, Geländebegehungen, Vermessungen sowie Ausgrabungen als kleinräumige Sondagen. Außerdem wurden die noch vorhandenen Gebäudereste und Geländestrukturen vermessen und dokumentiert. Im Ergebnis liegt nach mehrjährigen Untersuchungen der Fläche ein weitgehend vollständiger Lagerplan vor, der den Zustand zum Zeitpunkt der Räumung Anfang April 1945 dokumentiert.
Die systematischen Untersuchungen auf der niedersächsischen Lagerseite, die in einem Naturschutzgebiet liegt, erfolgten 2022 und 2023 im Rahmen des LEADER-Projektes „Untersuchungen zum KZ-Außenlager Ellrich-Juliushütte“. Vorgenommen wurde sie vom Bauforscher Nils Hellner und dem Archäologen Julian Belz unter Leitung von Stefan Flindt von der Kreisarchäologie in Osterode am Harz. In den Jahren 2023 und 2024 erfolgte eine Erforschung und Dokumentation auf der thüringischen Seite des Lagerbereichs durch das Thüringische Landesamt für Denkmalpflege und Archäologie. Er liegt überwiegend im Schutzbereich des Grünen Bandes Thüringen. Die Ergebnisse der Untersuchungen wurden 2025 als Monographie vorgelegt.
Fundstücke aus der Lagerzeit fanden sich insbesondere in den unmittelbar nach der Lagerbefreiung 1945 abgebrannten Baracken des Krankenreviers, wo Einrichtungsgegenstände und medizinische Gefäße geborgen wurden.
In einem höher gelegenen Bereich des Lagers unweit des Krematoriums befindet sich in einer ausgehobenen Grube eine betonierte Bodenplatte mit den Ausmaßen von rund 12 × 20 Meter. Mittig verläuft ein Kanal mit einer Betonrinne, die in einem Schacht endet. Mangels anderer Erklärungsmöglichkeiten vermuten die Archäologen in dem Bauwerk eine im Bau befindliche Massenverbrennungsanlage wie die Verbrennungsgruben des KZ Auschwitz. Dabei wurde das Fett der verbrannten Leichen in einem Schacht gesammelt und als Brennstoff über die toten Körper gegossen.
Im Jahr 2023 führte die Universität Osnabrück eine einwöchige Forschungsexkursion auf dem Lagergelände durch. Dabei wurden geophysikalische Messungen, dreidimensionale Objektscans und Fotoaufnahmen mit Drohnen vorgenommen.

Fundstücke
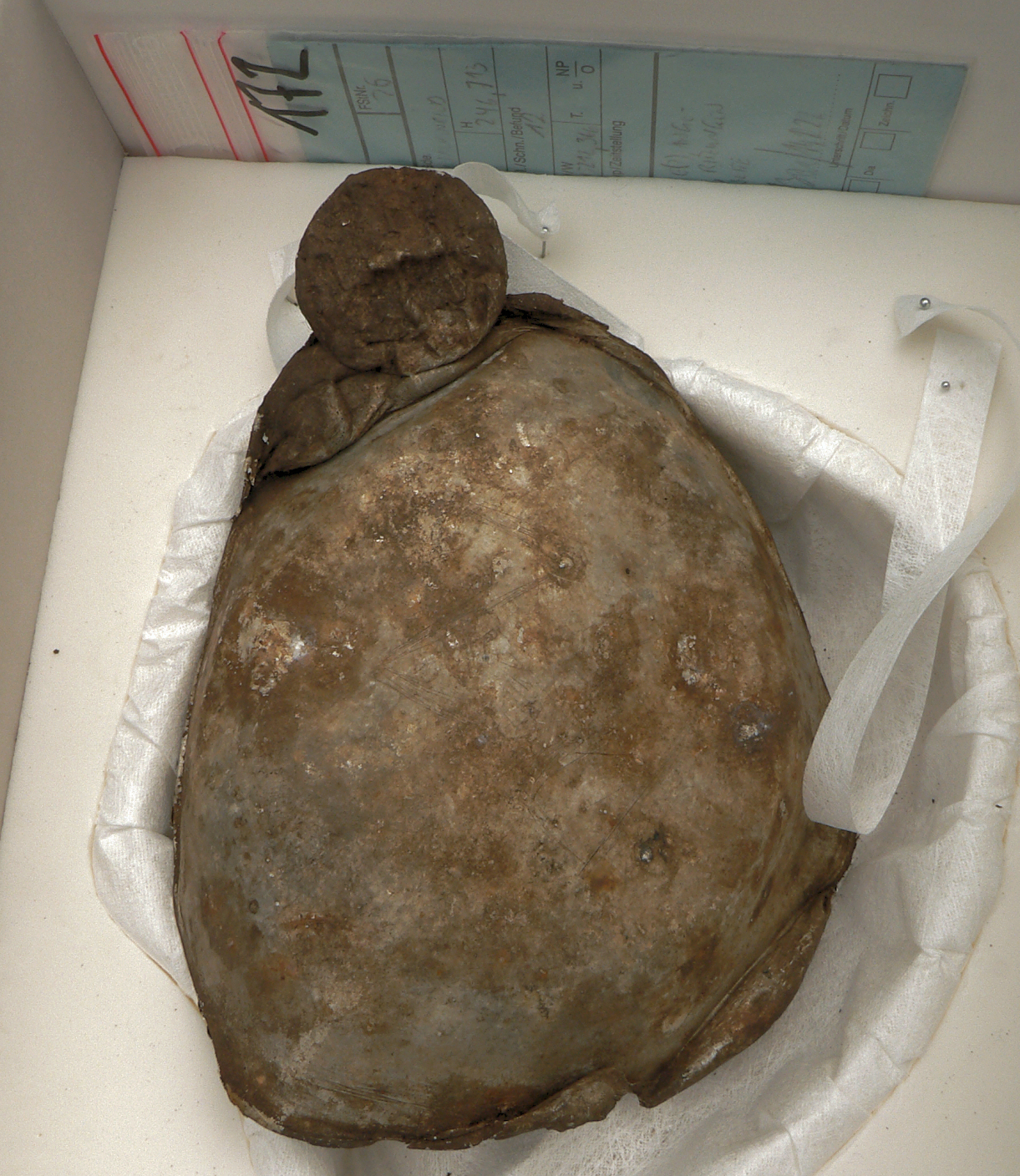
Aluminiumnapf eines Häftlings mit den Initialen R und Z
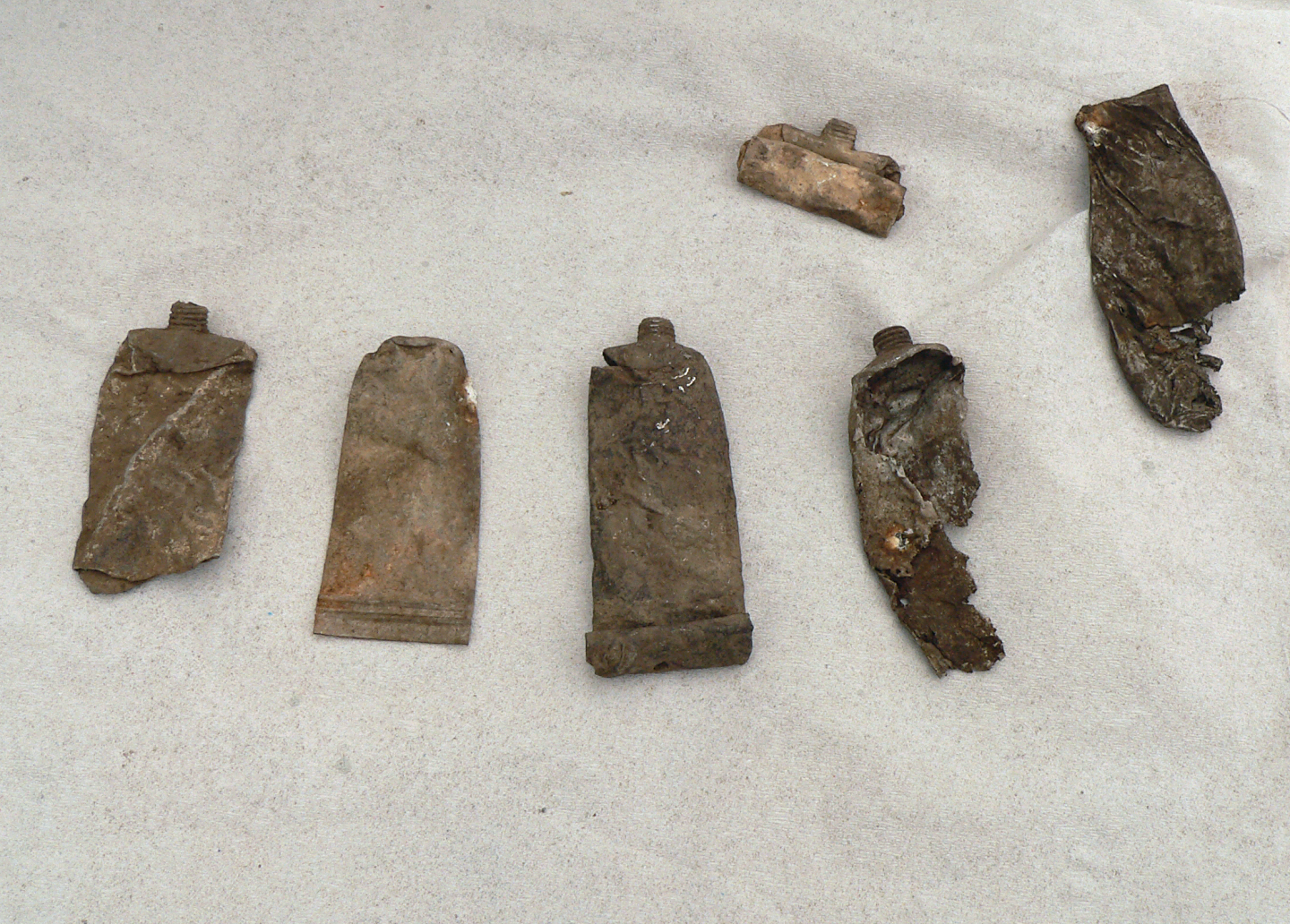
Ausgedrückte Salbentuben
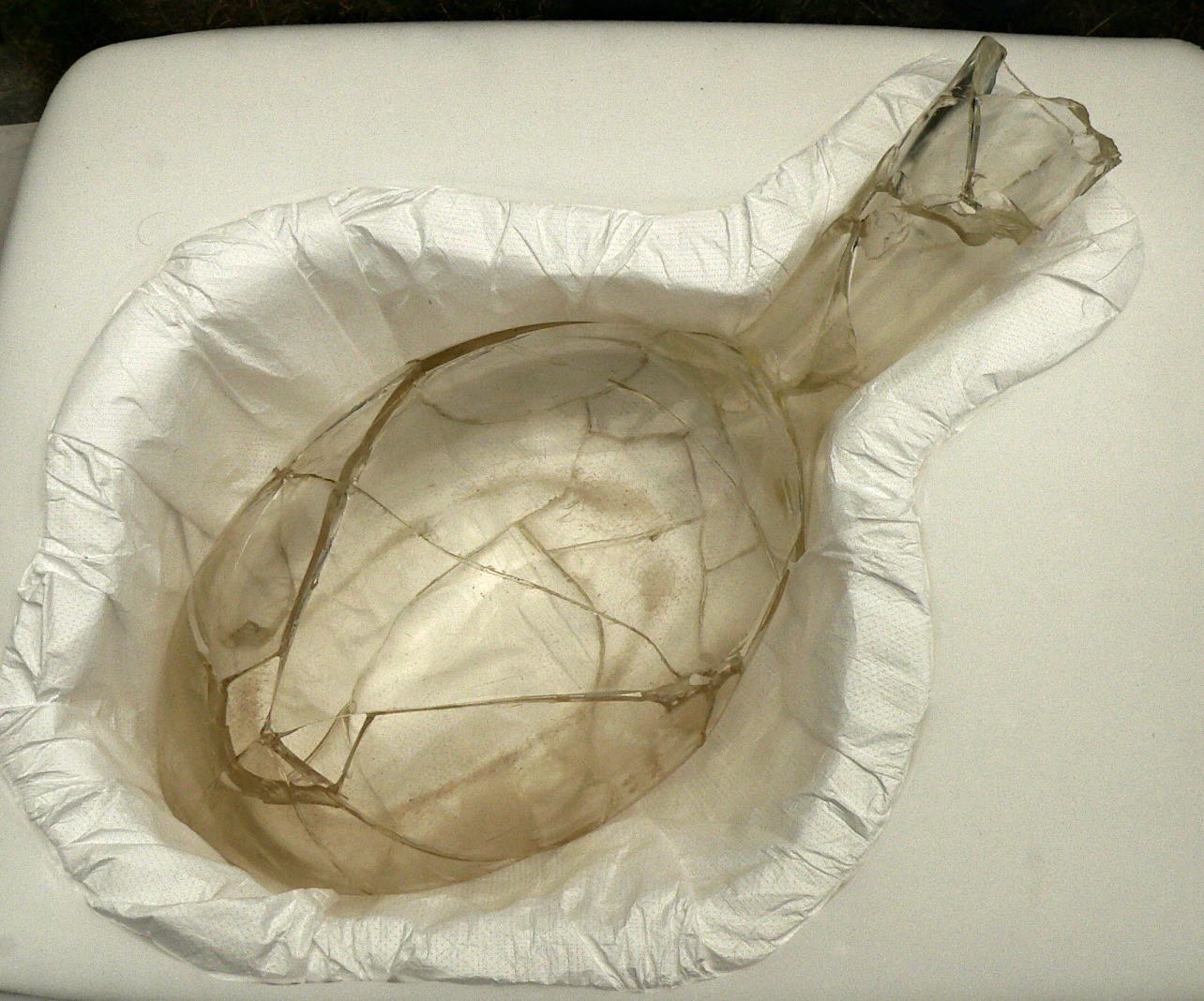
Urinflasche
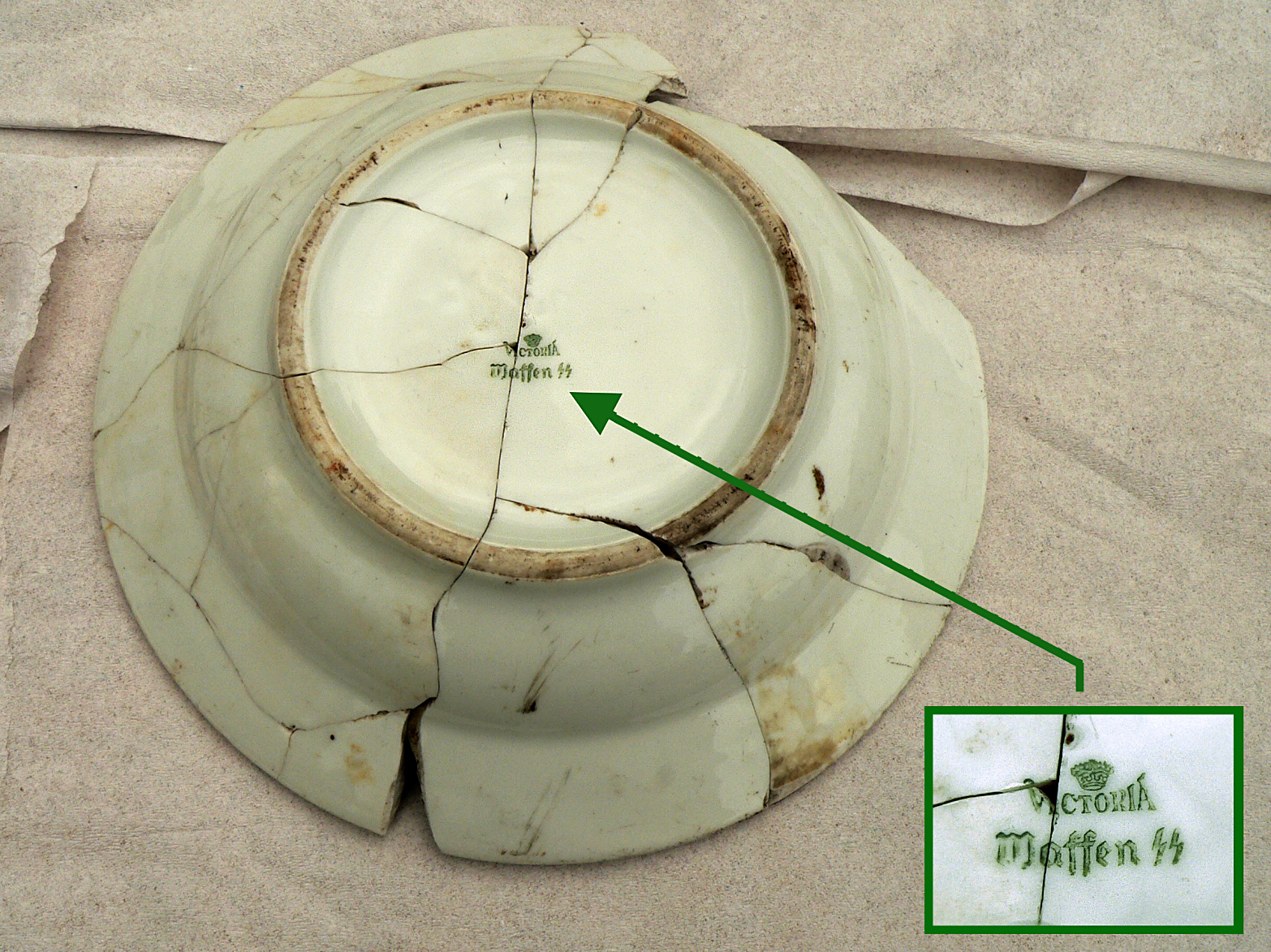
Porzellanteller der Firma Victoria aus Altrohlau mit Beschriftung Waffen SS

## Bedeutung
Das KZ-Außenlager Ellrich-Juliushütte wird unter der Bezeichnung „Dora-Ellrich“ am Eingang des Mémorial des Martyrs de la Déportation in Paris in einer Aufzählung der wichtigsten Lager neben den KZ Auschwitz, Bergen-Belsen und Buchenwald aufgeführt. Laut dem Historiker Jens-Christian Wagner ist das KZ-Außenlager Ellrich-Juliushütte in Deutschland weitgehend vergessen und der Ort über Jahrzehnte vernachlässigt worden. Laut Wagner gelte Ellrich in Frankreich als eines der grauenhaftesten Konzentrationslager, in das zahlreiche französische Angehörige der Résistance deportiert wurden. Wagner zufolge gelte Ellrich neben Mittelbau-Dora als der größte französische Friedhof außerhalb Frankreichs.